# 't Hof van Wingene
Het Hof van Wingene is een kasteel en een heerlijkheid op het grondgebied van de Belgische plaatsen Wingene en  Zwevezele (provincie West-Vlaanderen). De heerlijkheid 't Hof van Wingene werd voor een eerste keer vermeld in 1128 na de moord op Karel de Goede. Het had zijn eigen bestuur met schepenen. Het kasteel ging tegen de vlakte in 1788. Vandaag zijn enkele fundamenten te vinden ter hoogte van de Van Haveskerckelaan en de Rozendalestraat.

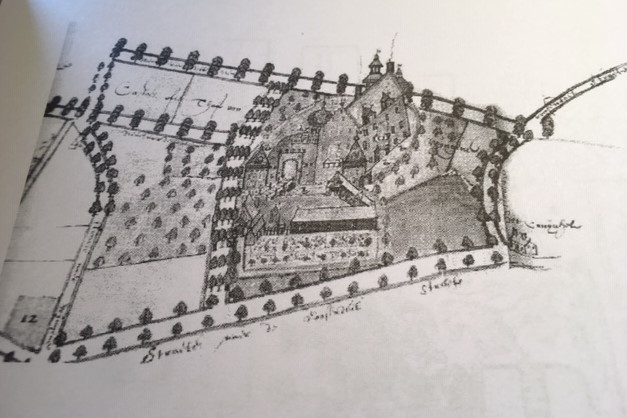
Tekening uit renteboek van midden 17de eeuw, 't Hof van Wingene

## Historiek
In 1639 wordt het kasteelgoed samen met de dorpskern van Wingene weergegeven in het tiendenboek van het St.-Amandsche. De site bestaat uit een omwald kasteel met bijhorend neerhof. Het kasteel met U-vormige opstelling is toegankelijk via een ophaalbrug aan de oostzijde en wordt getypeerd door hoektorentjes. De hoeve bestaat uit drie losse delen en is volledig omwald. Het perceel ten oosten van de hoeve is voorzien van een boomgaard. In de 2de helft van de 17de eeuw maakt het renteboek melding van een opper- en neerhof, omgeven door wallen en imposante dreven.
In 1641 geven Sanderus en Plantijn zijn bekende “Flandria Illustrata” uit. Een tekening toont het kasteel met toegangsbrug, de met kantelen voorziene muur, met aan beide zijden een ronde toren. De achtermuur van het kasteel heeft een trap naar de omwalling met rechts de oppermote en de brug. De tekening is gemaakt vanuit de Rozendalestraat.

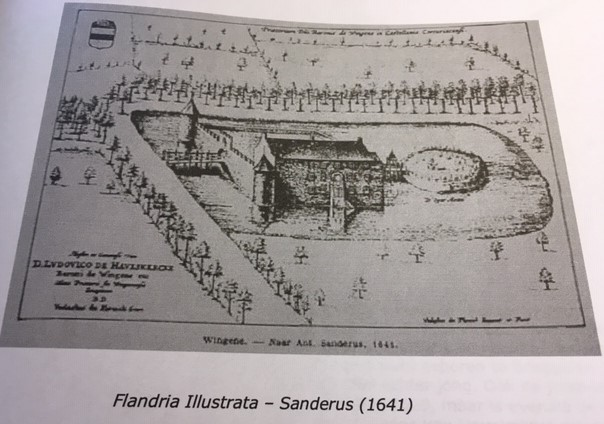
Tekening van 't Hof van Wingene (1641)

## De bewoners
Verschillende geslachten besturen Wingene. Meestal bewoonden ze het kasteel: van Winghene ( -1373), Van Poucke (1373-1506), Tristram (1506-1530), van Gramez (1530-1582), Mesdach (1582-1607), van Haveskercke (1607-1687), van Schoore (1687-1730), de Croix (1730-1796). De laatste drie geslachten worden hieronder beschreven.

### Familiede Haveskercke(1607 – 1687)
De familie de Haveskercke (of van Haveskercke) is een Belgisch-Frans oud-adellijk geslacht, waarvan de herkomst teruggaat tot 1137. In 1615 werd Jan van Haveskercke tot ridder verheven door de Aartshertogen Albrecht en Isabella.
Ridder van Wingene, Jan van Haveskercke, werd door Philips IV in Madrid op 20 oktober 1632 tot baron verheven. Het Hof van Zedelgem werd op dat moment aan Wingene vastgehecht. Baron Jan van Haveskercke bekleedde veel voorname posten zoals schepen van Brugge (1608 tot 1630) en hij was burgemeester van het West-Vrije en het Oostkwartier tot zijn overlijden. De baron overleed op 28 september 1638 en werd in de kerk van Wingene begraven, voor het hoofdaltaar, onder een monumentale grafzerk (nu in de noordermuur ingemetseld).

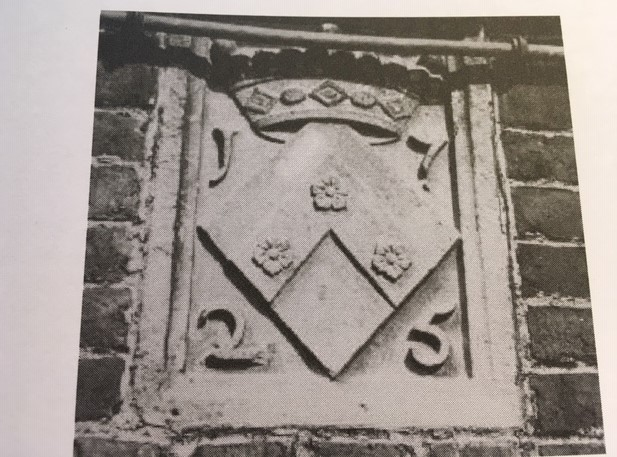
Gevelsteen met wapenschild van familie van Schoore

Livina van Haveskerke (dochter van Jacob van Haveskerke, heer van Zwevezele), trouwde met haar neef Lodewijk van Haveskercke (zoon van Baron Jan van Haveskercke). Hun kinderen werden allen in Wingene geboren. Livina stierf in het kasteel te Wingene op 6 oktober 1658. Baron Lodewijk van Haveskercke stierf tevens in Wingene op 30 november 1663 en werd er met grote plechtigheid begraven.
In 1666 liet Jacob van Haveskercke een renteboek opmaken met een beschrijving van het kasteelgoed. Nu steekt het boek in het archief van Ons Wingene. De tweeling van Livina en Lodewijk van Haveskercke, Jacob en Frans, bewoonden samen het kasteel en waren vaak bij feesten of plechtigheden in de gemeente aanwezig. Jacob van Haveskercke trouwde op 5 oktober 1683 met Maria Constantia de Semple, dochter van Lord Francis de Semple. Na het huwelijk van Frans van Haveskercke met Maria Anna Vermeulen, dochter van de baljuw van Wingene, leefden de broers in onmin. Frans van Haveskercke stierf in Wingene op 14 december 1685 en tot dan bewoonden zij het kasteel in twee afzonderlijke woningen. Intussen stapelden de schulden zich op en de deurwaarder van de Raad van Vlaanderen wou de heerlijkheid te koop stellen om de schulden af te lossen.

### Familie van Schoore (1687 – 1731)
Jacob van Haveskercke verkocht uiteindelijk de baronie, met medegaande afhankelijkheden en lenen op 25 oktober 1687 aan Karel-Frans-Lodewijk van Schoore, heer van Rostuine. Het kasteel bleef in het bezit van de familie Van Schoore van 1687 tot 1730. Maar volgens Guido Lams bewoonden ze het dan niet meer. Karel-Frans-Lodewijk van Schoore was zoon van graaf Lodewijk van Schoore.

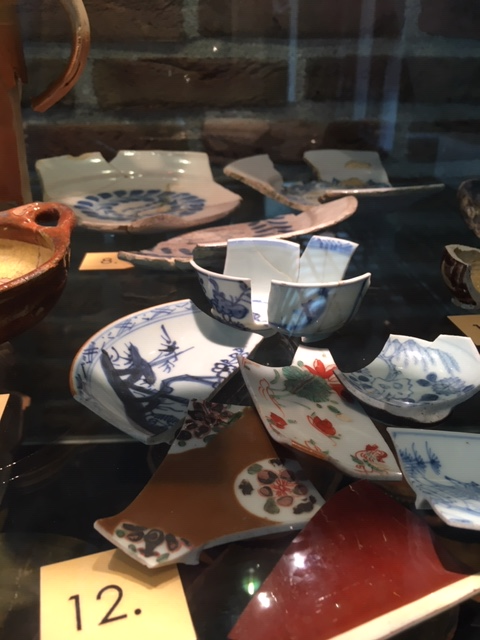
Fijn Chinees porselein, na 1680

Karel van Schoore die in 1685 de titel van graaf kreeg, geschonken door Karel II, Koning van Spanje, was hoogbaljuw van de Stad en van ’t Vrije en verbleef in Brugge, waar hij stierf op 27 november 1706. Op 9 november 1699 schonk hij de heerlijkheid aan zijn enige zoon Joseph-Frans van Schoore, die zelf twee dochters kreeg. Hij huwde met Francisca-Isabella de Croix, oudste dochter van Fernand-Ignaas de Croix.

### Familie de Croix (1731 – 1787)
Bij het overlijden van Maria-Alexandra van Schoore (dochter van Joseph-Frans van Schoore) in 1731, ging de baronie over naar haar grootvader langs moederszijde, Ignaas Fernand de Croix. Hij bewoonde het kasteel niet. In 1750 laat Joseph-Adriaan Ferdinand de Croix (zoon van Ignaas Fernand de Croix) de goederen beschrijven. Bij zijn overlijden in 1785 ging het bezit over naar Philips-Joseph de Croix en tevens de laatste heer die de heerlijkheid de baronie van Wingene in bezit had. Op dat moment was het kasteelgoed reeds in vervallen staat.
In 1787 werd de verkoop geregeld en in 1788 op 29 juli werd het hof van Wingene afgebroken.
In 1796 werden alle heerlijkheden afgeschaft.

## Archeologische vondsten

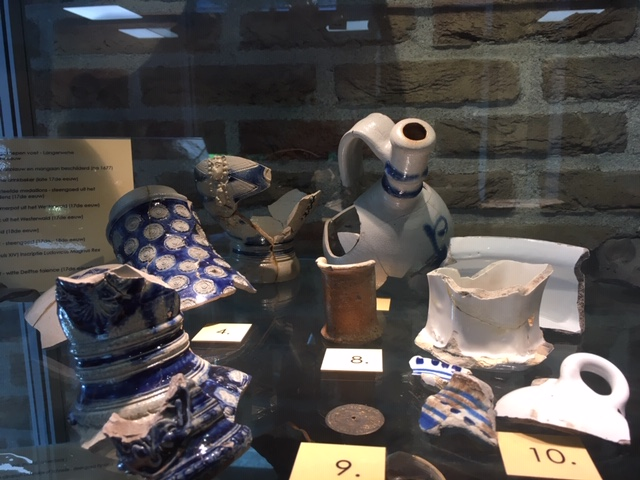
Bierkruik met opgekleefde medaillons - 17de eeuw, Franse penning (Louis XIV) - 17de eeuw

Naar aanleiding van verkavelingsplannen in 1998, kwamen bij de opgravingswerken de funderingen, twee torens, de omwallingsmuur en de zijmuur van het kasteel naar boven. Ook een deel van het bruggenhoofd werd gevonden en een reeks verticaal in de grond geslagen palen die vermoedelijk verwijzen naar de oppermote. Verder vond men ook nog aardewerk en porselein terug, alsook flessen, glazen, lepels en vorken, aarden pijpen, een wijnkraan en een 17e-eeuwse munt.
N.a.v. Open Monumentendag in 1999 kon de site bezocht worden. Tevens bevindt er zich in het gemeentehuis een tentoonstellingskast, waar de meest waardevolle stukken terug te vinden zijn.